# Fredrik von Arnold
Fredrik Sverker Reinhold Gunnarsson von Arnold, född 23 augusti 1949, är en svensk jurist som var lagman i Uppsala tingsrätt från 2010 till 2015.
von Arnold utnämndes 20 februari 1992 till kansliråd i justitiedepartementet. Han utsågs till rådman i Östersunds tingsrätt 14 maj 1992 och 18 december 1997 till chefsrådman i Uppsala tingsrätt. Den 12 maj 2010 utnämndes han till lagman i Uppsala tingsrätt.